# USA:s arbetsmarknadsdepartement
USA:s arbetsmarknadsdepartement (engelska: United States Department of Labor, DOL) (förkortning: DOL) är ett departement i den verkställande grenen av federala statsmakten som har ansvar för regelverk kring arbetsmiljö, löne- och arbetstidsbestämmelser, arbetslöshetsförsäkring, sysselsätting och arbetslivsstatistik.
Arbetsmarknadsdepartement har en historia som går tillbaka till 1888, då kongressen etablerade en byrå (Bureau of Labor) i USA:s inrikesdepartement. Byrån blev upphöjd till ett eget departement den 14 februari 1913. Den 4 mars 1913 delades departementet upp i ett arbetsmarknadsdepartement och ett handelsdepartement. 
Departementet har 17 450 anställda (2014) och har en årlig budget på 12,1 miljarder dollar (2014). Huvudkontoret är beläget i Frances Perkins Building i Washington, D.C., nammgivet efter Frances Perkins som var arbetsmarknadsminister från 1933 till 1945. 

## Enheter
- Administrative Review Board
- Benefits Review Board

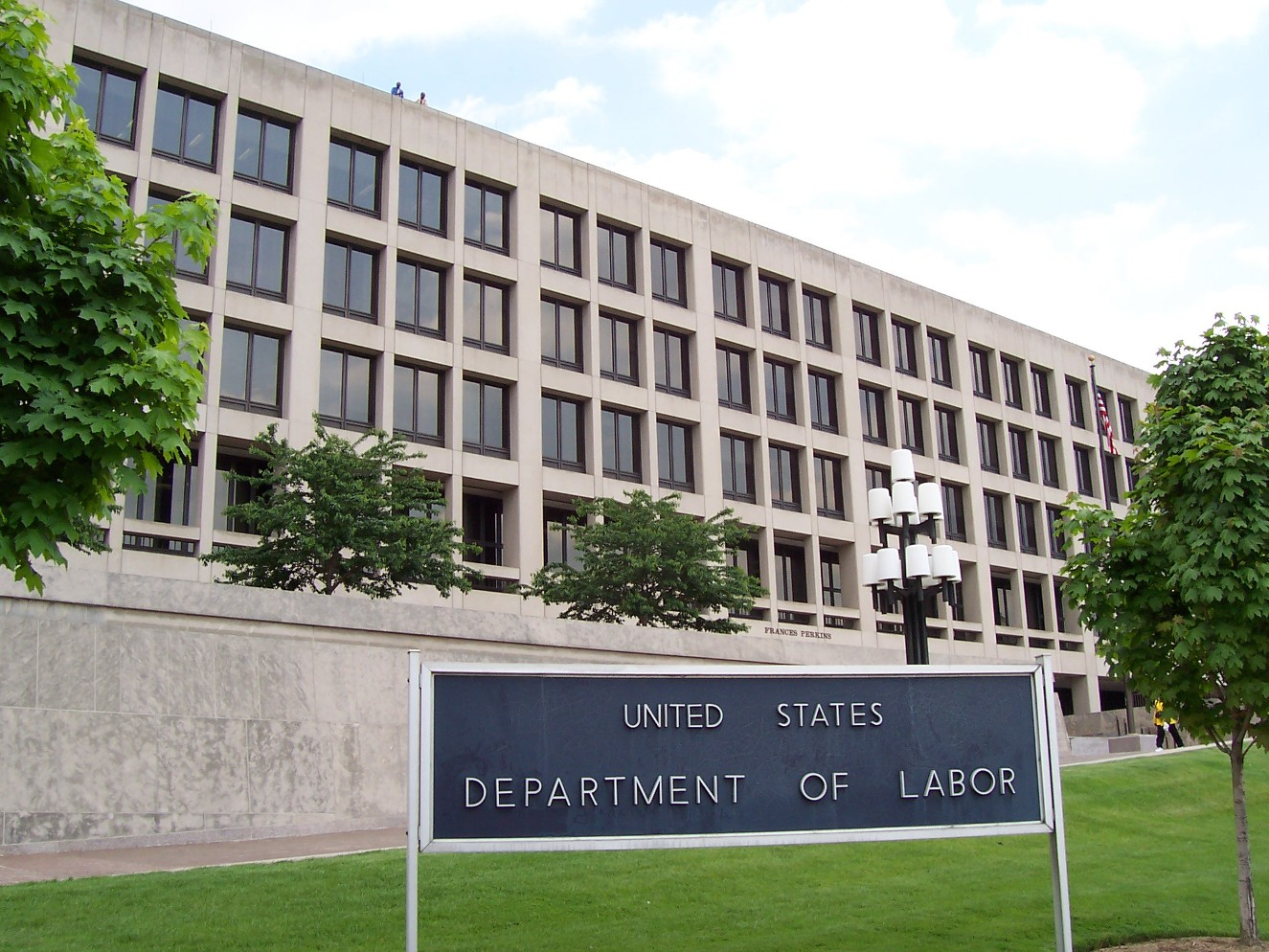
Frances Perkins Building

- Bureau of International Labor Affairs
- Bureau of Labor Statistics
- Center for Faith-Based and Community Initiatives
- Employee Benefits Security Administration
- Employees' Compensation Appeals Board
- Employment Standards Administration
- Employment and Training Administration
- Mine Safety and Health Administration
- Occupational Safety and Health Administration
- Veterans' Employment and Training Service
- Women's Bureau